# Din alte vieți (film)
Din alte vieți" (titlu originar în engleză Past Lives) este un film dramă americano-sud coreean din 2018, regizat și scris de Celine Song⁠(d).
Nora (Greta Lee⁠(d)) și Hae Sung (Teo Yoo) au o legătură specială încă din copilărie, dar drumurile lor se despart atunci când familia Norei emigrează din Coreea de Sud. 20 de ani mai târziu, în New York, cei doi se regăsesc pe parcursul unei săptămâni, timp în care își confruntă noțiunile despre iubire și destin. "Din alte vieți", debutul în regie al lui Celine Song, a avut premiera la Festivalul de la Sundance. Scenariul, scris tot de Celine Song, e semiautobiografic și inspirat de evenimente reale din viața autoarei.
Filmul a fost recompensat cu cinci nominalizări la Globurile de Aur (inclusiv pentru cea mai bună dramă) și două la Oscar (cel mai bun film străin și scenariu original) și a intrat în topurile celor mai bune filme din anii 2020 și al secolului 21. De asemenea, pelicula a fost câștigător al "Marelui premiu" la Bucharest International Film Festival 2023.

## Rezumat
Past Lives îți amintește totodată că tot ce riscă să fie desuet, siripos, ostentativ într-un film occidental poate apărea ca fiind echilibrat, delicat și natural într-un film coreean sau japonez. Vei descoperi o poveste despre sufletele-pereche. Protagonștii ei, Nora (Greta Lee) și Hae Sung (Teo Yoo), au copilărit împreună. Tot împreună se întorceau de la școală, descărcându-și sufletul în timp ce urcau străduțele întortocheate ale unui cartier modest din Seul. La un moment dat, mama fetei anunță că familia se va muta în altă țară. La rândul ei, regizoarea Celine Song a părăsit Coreea de Sud pentru a trăi pe un alt continent.
Odată ajunsă în Canada, Nora urmează procesul de acoperire a ceea ce este ea de fapt cu o nouă identitate. Renunță la numele coreean și adpotă unui occidental, așa cum vrea mama ei. Nu vedem tot procesul interior al transformării, deoarece povestea sare peste 12 ani, când o vedem pe Nora cum descoperă că Hae Sung, considerat prima ei dragoste, a făcut eforturi pentru a o regăsi. Încep astfel lungi conversații prin Skype. Pare că povestea se reia, că firul întrerupt al predestinării se regenerează. Doar că Nora ia decizia de a păstra distanța. Nu ar vrea să dea cu piciorul la tot ce a construit în Canada, apoi la New York. Mai ales după ce a devenit o autoare cu potențial. Așadar, se îndepărtează de Hae Sung. Atât ea, cât și Hae Sung urmează alte căi, pe alte continente, alături de alți parteneri.
Încă 12 ani trec și Nora și Hae Sung se întâlnesc din nou. Ca după un nou ciclu existențial. Nora se vede nevoită să îi povestească soțului ei occidental despre Hae Sung. Mai ales că acesta a venit special din Seul la New York pentru a o reîntâlni. Ar putea fi o reînnodare a poveștii sau pur și simplu o ultimă discuție înainte de final. Dar cum ramane cu in-yun, echivalentul coreean (inspirat de Budism) pentru soartă? Cu acea lege a prediestinării ce guverneaza întâlnirile sufletelor-pereche? Ei bine, interesul personajului feminin față de semnificația lui și față de mesajul relevant pentru deciziile sale capătă diferite forme pe traseul devenirii sale. Iar devenirea are ca borne întâlnirile ce au loc, odată la 12 ani, cu Hae Sung.
Deși este un film în care se insistă obsesiv asupra importanței predestinării, adaptată la ideile budiste, trimiterea la tradiția orientală nu devine un kitsch siropos. Simbolurile străvechi nu apar facil până la ostentație ca formă de fascinație pentru tot ce este exotic. Regizoarea preia inteligent un simbol străvechi, pe care îl adaptează la realitatea zilelor noastre. Iar această realitate cuprinde sentimentul dezrădăcinării, autoamăgirea, înstrăinarea, captivitatea în limbul dintre două culturi. În acest limb pare să rătăcească Nora (în ciuda aparențelor de imigrantă perfect integrată, devenită o dramaturgă stăpână pe sine). La fel ca Hae Sung, a rămas, psihologic, la vârsta avută când a părăsit Coreea.

## Distribuție
- Greta Lee⁠(d) - Nora Moon
- Seung Ah Moon - tânăra Nora Moon
- Teo Yoo - Hae Sung
- Seung Min Yim - tânăra Hae Sung
- John Magaro⁠(d) - Arthur Zaturansky
- Ji-Hye Yoon - mama lui Nora Moon
- Choi Won-young⁠(d) - tata lui Nora Moon
- Min Young Ahn - mama lui Hae Sung
- Jojo T. Gibbs⁠(d) - Janice
- Emily Cass McDonnell - Rachel

## Nominalizări
Premiile Oscar, ediția nr.96, 10 martie 2024
- Nominalizare la categoria "Premiul Oscar pentru cel mai bun film străin"
- Nominalizare la categoria "Premiul Oscar pentru cel mai bun scenariu original"

Premiile Globul de Aur, ediția 81, 7 ianuarie 2024
- Nominalizare la categoria "Premiul Globul de Aur pentru cel mai bun film (dramă)"
- Nominalizare la categoria "Premiul Globul de Aur pentru cea mai bună actriță (dramă)" - pentru Greta Lee
- Nominalizare la categoria "Premiul Globul de Aur pentru cel mai bun scenariu" - pentru Celine Song
- Nominalizare la categoria "Premiul Globul de Aur pentru cel mai bun film străin"
- Nominalizare la categoria "Premiul Globul de Aur pentru cel mai bun regizor" - pentru Celine Song

Premiile BAFTA, ediția 77, 18 februarie 2024
- Nominalizare la categoria "Premiul BAFTA pentru cel mai bun actor în rol principal" - pentru Teo Yoo
- Nominalizare la categoria "Premiul BAFTA pentru un film în altă limbă decât engleza" - pentru Celine Song, Christine Vachon, David Hinojosa, Pamela Koffler
- Nominalizare la categoria "Premiul BAFTA pentru cel mai bun scenariu original" - pentru Celine Song

Festivalul Internațional de Film de la Berlin 2023
- Nominalizare la "Ursul de Aur" pentru Celine Song